# Teampull na Trionaid

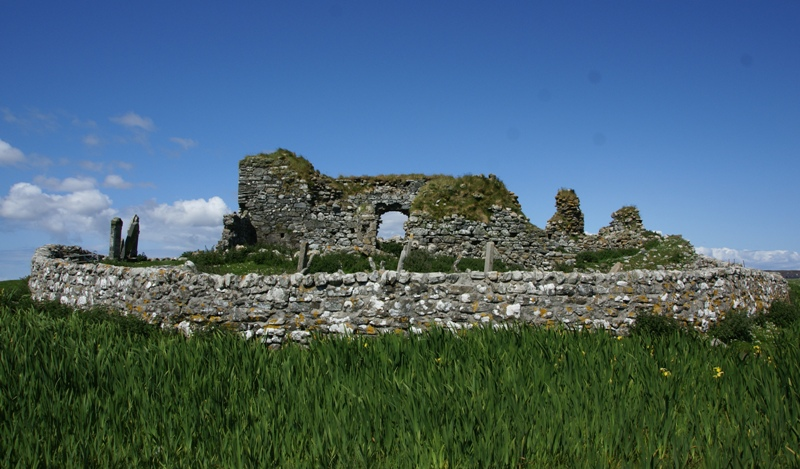
Teampull na Trionaid gezien vanuit het zuiden. De lage muur om het complex heen is modern.

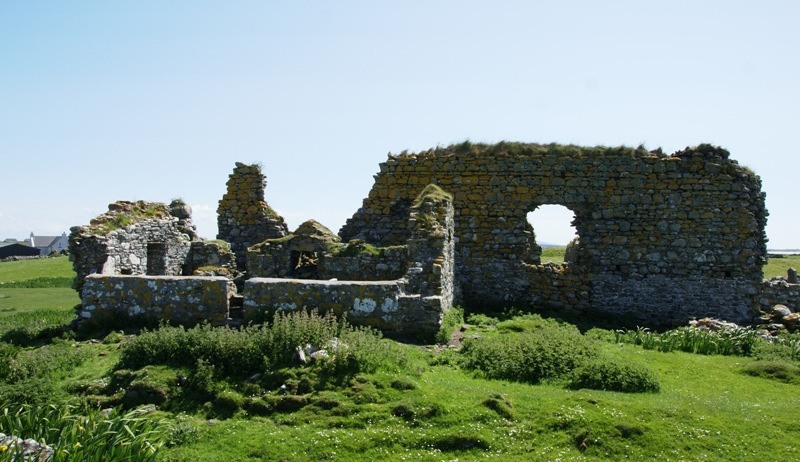
Het complex gezien vanuit het noorden met vooraan links de Kapel van de MacVicars.

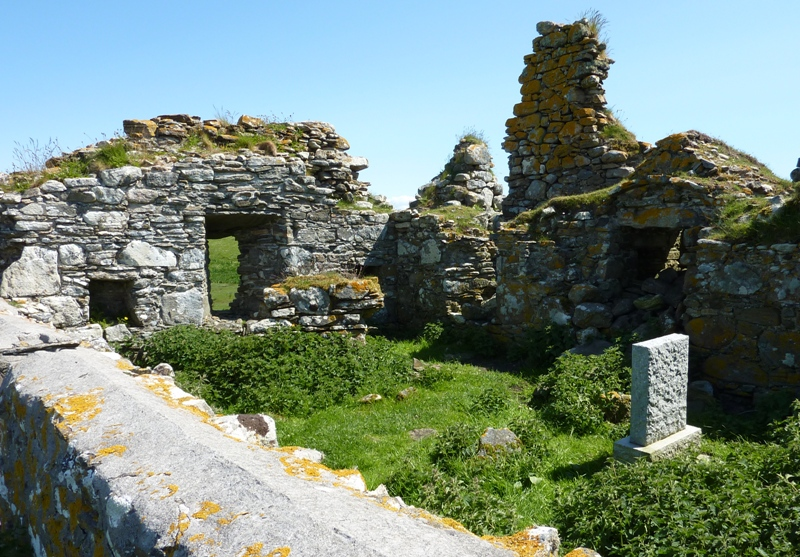
De oostelijke binnenzijde van de Kapel van de MacVicars.

Teampull na Trionaid, Schots-Gaelisch voor Kerk van de Heilige Drie-eenheid, ook wel Teampall Clann a' Phiocair (Kapel van de MacVicars) genoemd, is een ruïne van een middeleeuws kloostercomplex, gelegen nabij Carinish op North Uist in de Schotse Buiten-Hebriden. Vanaf de dertiende eeuw tot de zeventiende eeuw was het een universiteit voor priesters.

## Geschiedenis
Het is onbekend wanneer de eerste kapel werd gebouwd. Teampull na Trionaid werd minstens twee keer geheel herbouwd. Volgens de overlevering werd de kapel gebouwd (of wellicht herbouwd) door Beathag, dochter van Somerled (Schots-Gaelisch: Somhairle), in de vroege dertiende eeuw. In de periode van 1350 tot 1390 werd het complex uitgebreid door Amie NicRuairidh, de eerste vrouw van John, Lord of the Isles. In de zestiende eeuw werden er aan het complex herstelwerkzaamheden uitgevoerd.
Teampull na Trionaid was een universiteit voor priesters, waar vooral de familie MacVicar doceerde. De universiteit genoot faam in Europa. De filosoof Duns Scotus zou er student geweest zijn. Volgens de overlevering zou het complex tot in de zeventiende eeuw als universiteit in gebruik zijn geweest. In ieder geval werd de kerk nog in 1728 gebruikt voor kerkdiensten.
Na de reformatie in de zestiende eeuw werd het complex in brand gestoken door Uisdean MacGilleasbaig Clèireach, lid van de clan MacDonald van Sleat. In de negentiende eeuw werd het complex hersteld door Dotair Ban.

## Bouw
Het complex Teampull na Trionaid bestaat uit twee kerkgebouwen, die oorspronkelijk middels een overdekte passage met elkaar verbonden waren. Het eerste wordt meestal aangeduid als Teampull na Trionaid (Kerk van de Heilige Drie-eenheid) en het tweede als Teampull Clann a'Phiocair (Kapel van de MacVicars).
De muren van het eerste gebouw zijn 1 meter dik en zijn zes meter hoog behalve in de zuidoostelijke hoek waar de oostmuur nog slechts 2,5 meter en de zuidmuur 0,7 meter hoog zijn. Tegen de westzijde van de zuidmuur aan is een moderne muur gebouwd. Het gebouw beslaat een ruimte van 18,75 meter bij 6,5 meter. Deze kerk is oost-westelijk georiënteerd.
De muren van het tweede gebouw zijn 0,8 meter dik. De zuid-, oost- en westmuren zijn respectievelijk 1,4 meter, 5 meter en 3 meter hoog. De noordmuur is herbouwd tot een hoogte van 1 meter. De passage tussen beide gebouwen is geblokkeerd met stenen en is nauwelijks herkenbaar. Dit gebouw is eveneens oost-westelijk georiënteerd en bevindt zich ten noorden van het eerste gebouw.
In en om het kloostercomplex bevinden zich enige grafstenen uit de achttiende en negentiende eeuw.
Tegen de westelijke zuidzijde van het eerste gebouw is een ommuurde graftuin gebouwd.
Aan de noordzijde van beide gebouwen stonden vermoedelijk meerdere gebouwen; bovengronds is daar echter niets van te zien.